# Stazione di Casabianca
La stazione di Casabianca è una fermata ferroviaria situata sulla linea ferroviaria Roma-Velletri, è posta nel comune di Ciampino in località Casabianca, lungo la strada statale 217 Via dei Laghi.
È posta tra la stazione di Ciampino e la fermata di Santa Maria delle Mole.

## Storia
La fermata, originariamente denominata Frattocchie, assunse nel 1940 la nuova denominazione di Casabianca.
Il 15 dicembre 1948 venne attivato l'esercizio a trazione elettrica, con linea aerea alla tensione di 3000 V.
Nel 1992 balza alla cronaca per un fatto tragico: il 27 gennaio dello stesso anno, due treni si scontrano in stazione a causa di precedenze non rispettate, provocando la morte di 6 persone tra passeggeri e personale FS. Sarà questo tragico avvenimento che darà il via alle critiche sulle carenze delle infrastrutture della ferrovia e ai numerosi e continui interventi di potenziamento della linea, ancora attivi.

## Movimento
La fermata è servita dei treni della linea regionale FL4, che collega la Capitale con i Castelli Romani.

## Interscambi
La fermata dispone di:
- Fermata autobus COTRAL